# Đế quốc Đức

Đế kỳ Hohenzollern.

Đế quốc Đức (tiếng Đức: Deutsches Reich), hay Đế chế thứ hai hay Đệ nhị Đế chế (Zweites Reich) được tuyên bố thiết lập vào ngày 18 tháng 1 năm 1871 sau khi thống nhất nước Đức vài tháng sau đó chấm dứt Chiến tranh Pháp-Phổ. Đây là đỉnh cao của một quá trình quân sự, kinh tế, ngoại giao, chính trị được kết thúc với chiến thắng vẻ vang của Vương quốc Phổ trước Áo sau trận chiến quyết định tại Königgrätz vào năm 1866 và đại thắng của người Phổ trước quân nước Pháp trong trận Sedan vào năm 1870. Các vùng đất riêng rẽ ở Đức đã được thống nhất bằng chính sách "máu và sắt". Đế quốc Đức ra đời, với lãnh thổ tuân theo chủ trương "Tiểu Đức" do Phổ ủng hộ để loại trừ nước Áo hoặc phần nói tiếng Đức của nó, và người Phổ lãnh đạo Đế quốc: Vua Phổ là Wilhelm I lên ngôi Hoàng đế Đức. Thủ tướng Otto von Bismarck - người lập công đầu trong công cuộc nhất thống quốc gia, trở thành vị đại anh hùng dân tộc.
Sự ra đời của Đế quốc Đức là một thay đổi lớn lao trong cán cân quyền lực châu Âu. Nhà nước ấy là một nền quân chủ lập hiến bán nghị viện có tổ chức liên bang, với 41 triệu dân cho đến năm 1918 thì dân số tăng lên đến 65 triệu người với diện tích là 540.857,54 km2 (không tính các thuộc địa của Đức). Trong suốt quãng thời gian tồn tại của mình, Đế quốc Đức là quốc gia hàng đầu của châu Âu: về quân sự và kinh tế, Đức vượt trội. Khoa học, công nghệ, giáo dục và hành chính Đức trở thành mẫu mực. Nước Đức cũng nắm vai trò quyết định trong quan hệ quốc tế, và chấm dứt vào năm 1918 sau khi bại trận trong cuộc Chiến tranh thế giới lần thứ nhất dẫn tới thỏa hiệp năm 1919.

## Sự phát triển

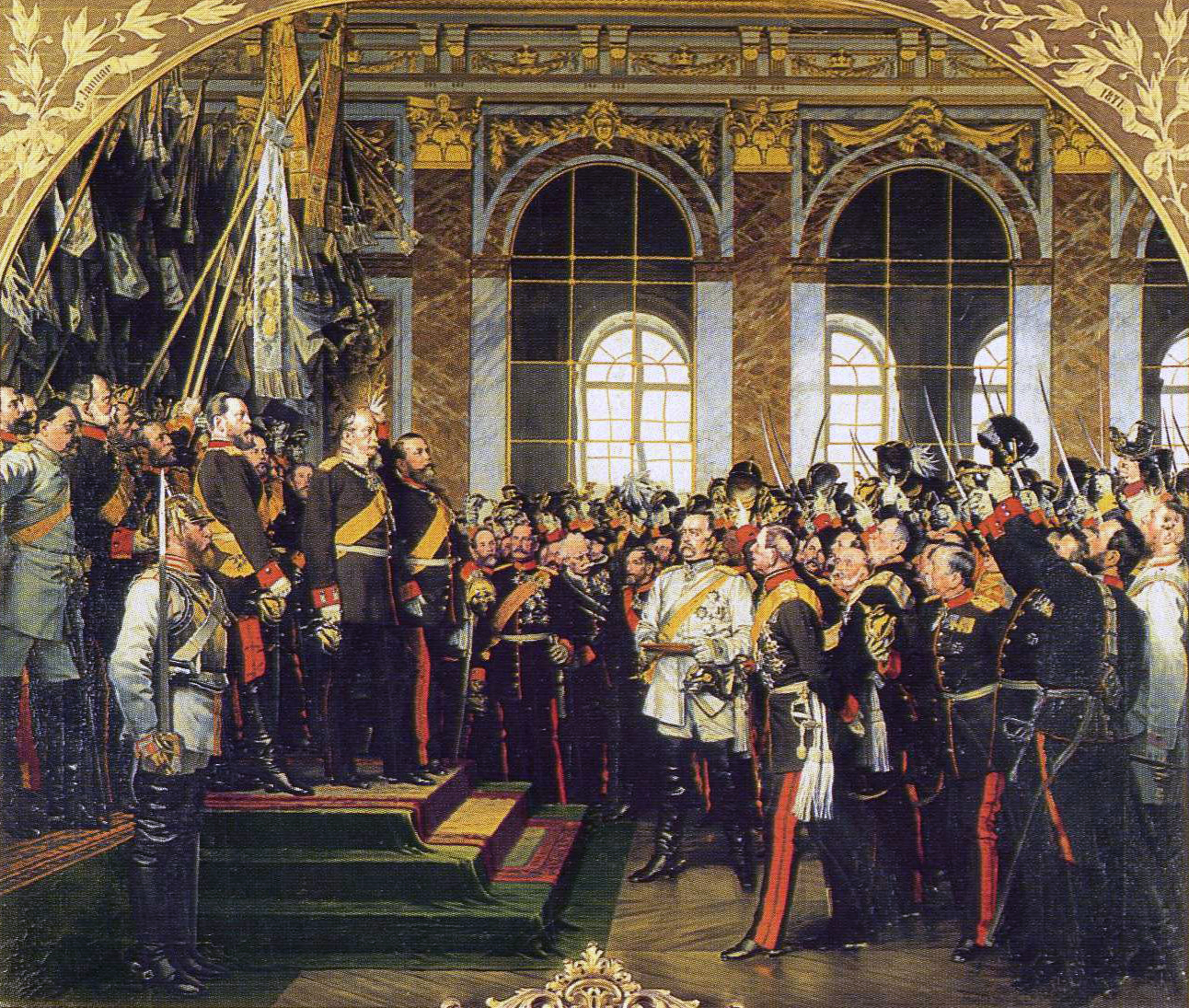
Vua Wilhelm I của Phổ cử hành lễ đăng quang làm Hoàng đế Đức trong Điện Versailles